# Ferrari F14 T
Ferrari F14 T (também conhecido pelo seu nome interno, projeto código 665) é um carro de corrida projetado por Nicholas Tombazis, Rory Byrne e James Allison para a Ferrari competir na temporada de fórmula 1 de 2014. Ele foi conduzido pelos ex-campeões mundiais Fernando Alonso e Kimi Räikkönen, que voltou a equipe depois de uma ausência de cinco anos. O F14 T foi projetado para usar o novo motor V6 turbo da Ferrari. O nome do carro foi escolhido por fãs em uma votação organizada pela equipe, sendo que o "14" representa o ano da competição e o "T" reflete uma mudança na série, agora com motor turbo.

## Design
O F14 T foi apresentado em 25 de janeiro de 2014. Como todos os carros da temporada de fórmula 1 de 2014, o F14 T apresentou um nariz menor, porém, com um conceito mais plano em relação aos outros carros. A Ferrari manteve a suspensão dianteira pullrod, apesar de haver boatos de que ela seria abandonada. A parte traseira foi revista para acomodar o novo motor e a asa traseira.